# جبل فولين
جبل فولين (بالإنجليزية: Fulen)‏ هو أحد جبال سلسلة جبال الألب غلاروس ويقع في كانتون شفيتس/كانتون أوري في سويسرا. يحتل المرتبة رقم 322 في قائمة جبال سويسرا من حيث الارتفاع، إذ يبلغ ارتفاعه حوالي 2491 متر، بينما يبلغ ارتفاع نتوء الجبل 311 متر.